# Acción y reacción
Az Acción y reacción Thalía mexikói énekesnő második kislemeze a Greatest Hits című válogatásalbumáról. Szerzői Estéfano és Julio Reyes, stílusa latin pop.
A dal eredetileg kiadatlan volt: valószínűleg 2002-ben vették fel a Thalía című albumhoz, de végül nem került rá a lemezre. 2003. márciusban szivárgott ki a kiadótól és jutott a rajongók tudomására, nem sokkal később Mexikóban már a rádióban is lejátszották. Nyilvánosságra kerülésével viszont annyira népszerű lett, hogy az énekesnő úgy döntött, a 2004-es Greatest Hits válogatásalbumán hivatalosan is megjelenteti bónuszdalként egy másik, szintén új dallal – Cuando tú me tocas – együtt. A végleges albumváltozat (főleg a bevezető része) valamennyire – nem számottevően – eltér a kiszivárgott első verziótól.

## A szöveg körüli vita
Mivel a szöveget hivatalosan nem adták ki írott formában, a refrénben van egy részlet, amely kétféleképpen is értelmezhető, spanyolul ugyanis mindkettő egyformán hangzik a dalban:
| (spanyolul) «Acción y reacción ¡Qué cosas hace el amor! No importa de dónde vengas, Cuando llegas, ¡explosión!» | (magyarul)„Akció és reakció Micsoda dolgokat művel a szerelem! Nem fontos, honnan jössz Amikor megjössz, robbanás!” |
| | |

| (spanyolul) «Acción y reacción ¡Qué cosas hace el amor! No importa de dónde vengas, Cuando llega, hace explosión» | (magyarul)„Akció és reakció Micsoda dolgokat művel a szerelem! Nem fontos, honnan jössz Amikor megjön, robbanást okoz” |
| | |

Végül 2004 októberében tették közzé a szöveg szerzői változatát Thalía hivatalos fórumán. E szerint a hivatalos szöveg a B) változat szerinti.

## Videóklip
A videóklip az énekesnő High Voltage turnéjáról tartalmaz összevágott koncert- és kulisszák mögötti részleteket, amelyben rajongók is szerepelnek. A klip a soron következő, El sexto sentido című album DVD-t tartalmazó kiadásán szerepel.